# Sidi Hassine
Sidi Hassine (arabisch سيدي حسين, DMG Sīdī Ḥusayn), auch bekannt als Sidi Hassine Séjoumi, ist eine Stadt im Gouvernement Tunis in Tunesien, die etwa zehn Kilometer westlich der Hauptstadt Tunis und am Sebkha Séjoumi liegt.
Sie bildete einen Bezirk der Gemeinde Tunis, bevor es am 2. August 2004 den Status einer Gemeinde erhielt. Damals hatte sie eine Einwohnerzahl von 79.381 Einwohnern, diese stieg auf 109.690 Einwohner im Jahr 2014 an.